# Jacobo Sanz Ovejero
Jacobo Sanz Ovejero (Valladolid, 10 luglio 1983) è un allenatore di calcio ed ex calciatore spagnolo, di ruolo portiere.

## Carriera
Cresciuto calcisticamente nel Real Valladolid, venne girato in prestito nelle leghe inferiori prima di essere promosso in prima squadra. Il suo debutto ufficiale è avvenuto il 1º ottobre 2005 in una partita vinta per 3-2 contro il Real Madrid Castilla.
Nel 2007 passa al Numancia, contribuendo il ritorno del club nella Primera División dopo tre anni.
Nel luglio del 2008 torna al Valladolid, firmando un nuovo contratto di tre anni. Tuttavia, a seguito dell'infortunio dei due portieri del Getafe, Roberto Abbondanzieri e Óscar Ustari, viene richiesto in prestito dalla società madridista. Il 14 settembre ha fatto il suo debutto nel Getafe, in un pareggio contro il Betis Siviglia.
Nella stagione 2009-2010, si alternava nel ruolo da titolare con Justo Villar, riuscendo comunque ad ottenere un posto fisso in squadra.
Nel mese di luglio del 2011, dopo un trasferimento non riuscito al Celtic, che aveva già mostrato interesse per il giocatore l'estate precedente, si unisce ai greci dell'Asteras Tripolis, firmando un contratto biennale.
Il 21 aprile 2012, dopo la fine della stagione, viene svincolato dall'Asteras per favorire il suo trasferimento o all'Everton , o al Middlesbrough. Saltato il trasferimento in Inghilterra, rimane in Grecia, dove si unisce al PAOK firmando un contratto annuale.